# Themus guizhouensis
Themus guizhouensis es una especie de coleóptero de la familia Cantharidae.

## Distribución geográfica
Habita en Guizhou (China).